# Мурасаки Шикибу
Мурасаки Шикибу (紫 式部) е японска писателка и поетеса, както и придворна дама.
Родена е в Киото, Япония през 978 г.
Известна е най-вече като авторка на класическия роман „Сказание за Генджи“.
Починала е в родния си град Киото през 1014 или 1025 г.